# Ragnarok (opera)
 For alternative betydninger, se Ragnarok (flertydig). (Se også artikler, som begynder med Ragnarok)
Ragnarok (Götterdämmerung) er den sidste i opera i Richard Wagners tetralogi, Der Ring des Nibelungen. Den fik premiere i Bayreuther Festspielhaus den 17. august 1876, som en del af den første komplette opførelse af Ringen.

## Roller
| Rolle             | Stemmetype  | Originalbesætning, 17. august 1876 (Dirigent: Hans Richter) |
| ----------------- | ----------- | ----------------------------------------------------------- |
| Siegfried         | Tenor       | Georg Unger                                                 |
| Brünnhilde        | Sopran      | Amalie Materna                                              |
| Gunther           | Baryton     | Eugen Gura                                                  |
| Gutrune           | Sopran      | Mathilde Weckerlin                                          |
| Hagen             | Bas         | Gustav Siehr                                                |
| Alberich          | Baryton     | Karl Hill                                                   |
| Waltraute         | Mezzosopran | Luise Jaide                                                 |
| Første norn       | Alt         | Johanna Jachmann-Wagner                                     |
| Anden norn        | Mezzosopran | Josephine Schefsky                                          |
| Tredje norn       | Sopran      | Friederike Grün                                             |
| Woglinde          | Sopran      | Lilli Lehmann                                               |
| Wellgunde         | Sopran      | Marie Lehmann                                               |
| Flosshilde        | Mezzosopran | Minna Lammert                                               |
| Vasaller, kvinder |             |                                                             |

## Synopsis

### Prolog
De tre norner, døtre af Erda, mødes nedenfor klippen, hvor Brünnhilde holdes fangen, og væver skæbnens tråd. De synger om fortiden, nutiden og den fremtid, hvor Wotan vil sætte ild til Valhalla og således indlede gudernes undergang. Pludselig knækker skæbnetråden. Nornerne klager over det og forsvinder.
Dagen gryr og Siegfried og Brünnhilde kommer ud af deres hule. Brünnhilde sender Siegfried ud på nye eventyr og opfordrer ham til at have deres kærlighed i tankerne. Som et tegn på sin troskab giver Siegfried hende ringen, som han tog fra Fafner. Med Brünnhildes skjold og mundering rider Siegfried bort på hendes hest, Grane.

### Første akt
I gibichungernes hal på borgen ved Rhinen sidder Gunther i højsædet. Hans halvbror og tjener, Hagen, råder ham til at finde en kone til sig selv og en mand til deres søster Gutrune. Han foreslår Brünnhilde som kone til Gunther og Siegfried som mand til Gutrune. Han minder Gutrune om, at han har givet hende en drik, som hun kan bruge til at få Siegfried til at glemme Brünnhilde og forelske sig i Gutrune. Gunther og Gutrune går entusiastisk ind på planen.
Siegfried kommer ind i hallen og søger foretræde for Gunther. Gunther byder ham velkommen, og Gutrune tilbyder ham kærlighedseliksiren. Uvidende om dens virkning drikker Siegfried den med en skål til Brünnhilde og deres kærlighed. Herefter mister han enhver erindring om Brünnhilde og forelsker sig i Gutrune i stedet. Siegfried tilbyder så at hjælpe Gunther med at finde en kone; Gunther fortæller ham om Brünnhilde og den magiske ild. De sværger blodbroderskab og tager ud til Brünnhildes klippe. Hagen, der sidder tilbage og holder vagt, udtrykker sin forventning om, at hans såkaldte herre uforvarende vil bringe ringen til ham.
I mellemtiden har Brünnhilde fået besøg af sin valkyriesøster Waltraute, der beretter, hvordan Wotan en dag vendte tilbage fra sin vandring med et knust spyd. Da enden derfor er nær, har Wotan beordret verdensasken Yggdrasil hugget op og stablet op omkring Valhalla. Mens han sidder der og venter på verdens undergang, har han sendt sine ravne ud i verden for at bringe ham nyheder. Waltraute beder Brünnhilde at returnere ringen til rhindøtrene, da ringens forbandelse nu påvirker deres far, Wotan. Men Brünnhilde nægter at opgive Siegfrieds ring, tegnet på hans kærlighed, og Waltraute rider bort i fortvivlelse.
Siegfried kommer og viser sig ved hjælp af sin "tarnhelm" i forklædning som Gunther. Han tager Brünnhilde med som sin brud. Selvom Brünnhilde gør voldsom modstand, lykkes det Siegfried at overmande hende og flå ringen af hendes finger og få den placeret på sin egen.

### Anden akt
Hagen, der venter ved bredden af Rhinen, får besøg af sin far, Alberich. På Alberichs opfordring sværger han at dræbe Siegfried og skaffe sig ringen. Siegfried, der atter har fået sin egen skikkelse, kommer tilbage, idet Brünnhilde stadig er på båden med Gunther. Hagen tilkalder vasallerne med et krigsråb, hvorfor mændene bliver overraskede, da de erfarer, at anledningen ikke er kamp, men deres herres bryllup og fest.
Gunther fører en nedslået Brünnhilde ind, som er overrasket over at se Siegfried. Idet hun bemærker ringen på Siegfrieds finger, indser hun, at hun er blevet forrådt, og at den mand, der tog hende med ikke var Gunther, men Siegfried i forklædning. Hun fordømmer Siegfried overfor Gunthers vasaller og beskylder Siegfried for at have forført hende selv. Siegfried sværger ved Hagens spyd, at hendes beskyldninger er falske. Brünnhilde griber da spidsen af spyddet og sværger, at de er sande. Da de aflægger ed ved et våben, er det en stiltiende forudsætning, at våbenets ejer skal hævne det, hvis en af de to begår mened. Siegfried fører så Gutrune og tilskuerne ud til bryllupsfesten og forlader Brünnhilde, Hagen og Gunther. Dybt beskæmmet over det Brünnhilde har sagt, accepterer Gunther Hagens forslag om, at Siegfried skal dræbes for den tort, Gunther har lidt. Brünnhilde, der søger hævn for Siegfrieds forræderi, slutter sig til og fortæller Hagen, at Siegfried er mest sårbar overfor et dolkestød i ryggen. Hagen og Gunther beslutter at lokke Siegfried på en jagttur og myrde ham. Mens Brünnhilde og Gunther i Wotans navn sværger at dræbe Siegfried, gentager Hagen sit løfte om at erhverve ringen og opnå verdensmagt.

### Tredje akt
I skoven ved bredden af Rhinen begræder rhindøtrene det tabte guld. Siegfried kommer tilfældigt forbi, idet han er kommet bort fra jagtselskabet. De opfordrer ham til at give ringen tilbage og undgå dens forbandelse, men han griner af dem og siger, at han foretrækker at dø i stedet for at forhandle om sit liv. De svømmer væk og forudsiger, at Siegfried vil dø, og at hans arving, en kvinde, vil behandle dem mere retfærdigt.
Siegfried slutter sig atter til jægerne, der også omfatter Gunther og Hagen. Mens han hviler, fortæller han dem eventyr fra sin ungdom. Hagen giver ham en anden drik, som genskaber hans hukommelse, og han fortæller da, hvordan han opdagede den sovende Brünnhilde og vakte hende med et kys. Hagen stikker ham i ryggen med sit spyd. De andre ser på i rædsel, mens Hagen siger: "Meineid rächt sich!" ("Mened hævner sig selv") og forklarer, at siden Siegfried har indrømmet at elske Brünnhilde, var den ed, han svor ved Hagens spyd, tydeligvis falsk, og at det derfor var Hagens pligt at dræbe ham med det. Hagen roligt går ud i skoven. Siegfried husker, hvordan han vakte Brünnhilde, og dør. Hans krop bæres bort i et højtideligt ligtog.
Tilbage i salen afventer Gutrune Siegfrieds tilbagekomst. Hagen ankommer før følget. Gutrune er ødelagt, da Siegfrieds lig bringes ind. Gunther beskylder Hagen for Siegfrieds død, men han svarer, at Siegfried har svoret falsk og mener desuden, at ringen på Siegfrieds finger rettelig tilhører ham. Da Gunther gør indsigelse, appellerer Hagen til vasallerne om at støtte ham. Gunther trækker sit sværd, men Hagen viser angrebet tilbage og dræber ham.
Brünnhilde kommer ind og beordrer et stort begravelsesbål bygget op ved floden. Hun sender Wotans ravne hjem, tager ringen og beder rhindøtrene samle den ind fra asken, når ilden har renset den fra dens forbandelse. Bålet tændes, Brünnhilde stiger op på Grane og rider derpå ind i flammerne.
Bålet blusser op, hvorefter Rhinen løber over sine bredder, og rhindøtrene svømmer hen for at få fat i ringen. Hagen forsøger at stoppe dem, men de drukner ham. Over Rhinen går gibichungernes sal til grunde ligesom Valhalla og guderne indenfor.

## Udvalgte uddrag
To udvidede orkestermellemspil, Siegfrieds Rheinfart og Siegfrieds Tod, spilles ofte ved koncerter og er desuden med komponistens godkendelse blevet udgivet i nodeform, som var der tale om selvstændige musikstykker, idet særlige slutninger er blevet komponeret til formålet (mellemspillene fortsætter ellers gnidningsfrit over i fortsættelserne i selve operaen).
Andre væsentlige uddrag omfatter:
- Siegfried og Brünnhildes duet (prologen)
- Hagens vagt (første akt)
- Hagens indstævning af vasallerne og bryllupsmarchen (anden akt)
- Brünnhilde brænder på bålet (tredje akt)

Ifølge Albert Speer spillede Berliner Philharmoniker netop denne scene ved deres sidste forestilling før deres evakuering fra Berlin ved slutningen på Anden Verdenskrig.

## Eksterne links
- Richard Wagner – Götterdämmerung. Et galleri med historiske postkort med motiver fra Richard Wagners operaer.
- Wagner Operas. En omfattende hjemmeside med produktionsfotografier, indspilninger, libretti og lydfiler.
- Partituret til Götterdämmerung
- Libretto